# Clara Immerwahr
Clara Immerwahr, gift Haber, född 21 juni 1870 i Breslau, död 2 maj 1915 i Berlin-Dahlem, var en tysk kemist. Hon var en av de första tyska kvinnorna som avlade doktorsexamen och blev en pionjär inom katalysforskning. Därutöver var hon en engagerad förkämpe för mänskliga rättigheter och särskilt kvinnors rättigheter. 

## Biografi
Immerwahr var yngsta dotter till kemisten Philipp Immerwahr och hans hustru Anna Krohn. De båda härstammade från den stora judiska församlingen i Breslau (idag Wrocław). Senare, på 1890-talet, konverterade Clara Immerwahr och hennes blivande make Fritz Haber till protestantismen. 
Efter studier i kemi vid Universitetet i Breslau blev hon år 1900 dess första kvinnliga doktor. Hennes doktorsarbete handlade om bestämning av svårlösta salters löslighet (Beiträge zur Löslichkeitsbestimmung schwerlöslicher Salze des Quecksilbers, Kupfers, Bleis, Cadmiums und Zinks). Immerwahr använde elektrokemiska mätningar för att bestämma lösligheten hos salter, och arbetade med utvecklingen av separationsprocesser. 
1901 gifte hon sig med Fritz Haber (1868–1934), och de fick sonen Hermann (1902–1946). Vid denna tidpunkt var Fritz professor vid Tekniska högskolan i Karlsruhe, där även Clara skulle fortsätta sin forskning. Men tidens konventioner förhindrade henne från att göra detta efter sonens födelse. 1910 flyttade familjen till en tjänstevilla Berlin-Dahlem, sedan Fritz blivit ledare för Kaiser-Wilhelm-Institut für Physikalische Chemie. 

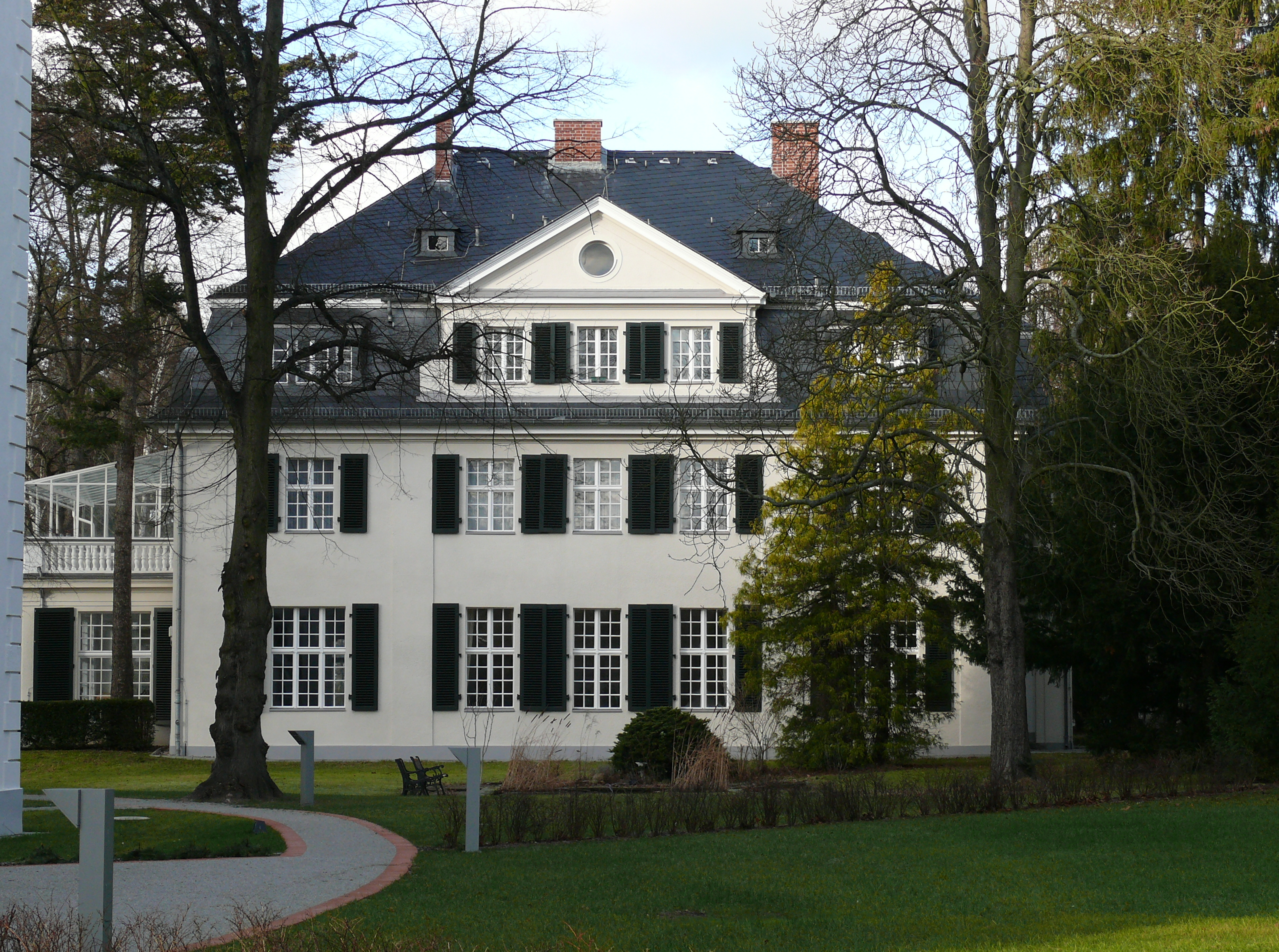
Villan i Dahlem

Vid första världskrigets utbrott inledde Fritz Haber utvecklingen av stridsgas, och blev snart den vetenskapliga ledaren för Tysklands stridsgasutveckling. Clara kritiserade öppet detta arbete som pervertering av vetenskapen (Perversion der Wissenschaft). Den första dödliga insatsen av giftgas ägde rum 22 april 1915 vid  andra slaget vid Ypern. Morgonen efter segerfesten tog Clara sin makes tjänstevapen, gick ut i trädgården och sköt sig. Villan finns kvar, och en liten minnessten i trädgården minner om Clara Haber.